# 勞拉·波利安
勞拉·波利安（Laura Pollán，1948年2月13日—2011年10月14日），古巴持不同政见团体“白衣女士”的领导人。2003年3月下旬，她丈夫、独立记者埃克托·马塞达·古铁雷斯在镇压古巴持不同政见者的“黑色春天”中遭到逮捕，总共有75名记者、自由主义者、人权和民主活动家被逮捕，罪名是他们接受美国政府的资助做美国代理人。
那天，劳拉选择了反击。那次镇压后的两周内，她组建了白衣女士运动。每个星期天，被捕者的女性亲属们身着白色衣服，聚集在圣丽塔教堂，然后，和平地步行在哈瓦那街道上。年复一年，无论刮风下雨，不顾警察和暴徒骚扰，白衣女士们坚持着她们无声的周日步行，抗议关押古巴的所有良心犯。2005年，欧洲议会授予白衣女士们萨哈罗夫思想自由奖。她们在2011年4月还荣获美国国务院的国家人权捍卫者奖。
尽管被判长达28年的监禁，75名黑色春天的受害者大部分已经被释放，其中包括埃克托·马塞达。但白衣女士们的抗议仍在继续进行。劳拉三年前在接受《基督教科学箴言报》记者采访时说：“开始我为我的丈夫而反抗，然后为了我们的组织，现在是为了这个国家而抗争。勞拉·波利安2011年10月14日去世，但她的抗争仍在继续。白衣女士们在她去世两天后在具有同样不屈不挠决心的新领导人带领下再次游行抗议。
美国国务院发言人维多利亚·努兰德表示：“我们为白衣女士创始人劳拉·马塞达去世深感痛心。”她说： “古巴失去了一位杰出的良心之声的代表。数十名前政治犯将会感激她，铭记劳拉女士的贡献，由于她和那些奋起抗争的妇女们，他们现在自由了。她的精神将通过他们、以及所有为古巴民主未来而奋斗的人延续下去。”